# Mantas Strolia
Mantas Strolia, né le 28 février 1986 à Ignalina, est un fondeur lituanien.

## Biographie
Il prend part aux compétitions de la FIS à partir de 2005 et à la Coupe du monde à partir de 2007, obtenant comme meilleur résultat une 33e place sur un sprint à Canmore en 2010. En 2010, il prend part aussi aux Jeux olympiques à Vancouver, pour se classer 46e du sprint classique et 18e du sprint par équipes. Il y est le porte-drapeau lituanien à la cérémonie de clôture. Cependant, il décide d'interrompre sa carrière sportive immédiatement.
Quelques années plus tard, il crée une académie d'entraînement sur skis à rollers à Londres (CitySkier), avant de passer trois ans en Suède dans un camp militaire pour soldats britanniques.
Il retourne à la compétition en vue des Jeux olympiques 2018, son frère Tautvydas cherchant à se qualifier et dit ne plus ressentir de pression. Finalement, Mantas obtient sa sélection à la place de son frère.
Huit ans après sa première participation, Strolia est de retour aux Jeux olympiques pour l'édition 2018 à Pyeongchang, où il figure au départ de cinq courses, terminant au mieux 57e en individuel sur le cinquante kilomètres.
Il dispute son ultime compétition majeure aux Championnats du monde 2019 à Seefeld.
Sa mère Kazimiera Strolienė a couru lors de trois éditions des Jeux olympiques d'hiver dans les années 1990.

## Palmarès

### Jeux olympiques
| Épreuve / Édition   | Sprint                           | Sprint    | 15 km | 15 km                            | Skiathlon 2 × 15 km | 50 km | Relais | Relais    |
| Épreuve / Édition   | libre                            | classique | libre | classique                        | Skiathlon 2 × 15 km | 50 km | Sprint | 4 × 10 km |
| JO 2010 Vancouver   | Épreuve inexistante à cette date | 46e       | -     | Épreuve inexistante à cette date | -                   | —     | 18e    | —         |
| JO 2018 Pyeongchang | Épreuve inexistante à cette date | 61e       | 90e   | Épreuve inexistante à cette date | 60e                 | 57e   | 22e    | —         |

Légende :
- : pas d'épreuve
- — : Non disputée par Strolia

### Championnats du monde
| Épreuve / Édition     | Sprint | Sprint                           | 15 km                            | 15 km     | Poursuite (skiathlon) 2 × 15 km | 50 km | Relais | Relais    |
| Épreuve / Édition     | libre  | classique                        | libre                            | classique | Poursuite (skiathlon) 2 × 15 km | 50 km | Sprint | 4 × 10 km |
| Mondiaux 2009 Liberec | 60e    | Épreuve inexistante à cette date | Épreuve inexistante à cette date | 73e       | -                               | —     | 21e    | -         |
| Mondiaux 2017 Lahti   | —      | Épreuve inexistante à cette date | Épreuve inexistante à cette date | NQ        | -                               | -     | —      | —         |
| Mondiaux 2019 Seefeld | —      | Épreuve inexistante à cette date | Épreuve inexistante à cette date | -         | -                               | -     | 24e    | -         |

Légende :
- NQ : non qualifié pour la phase finale
- : pas d'épreuve
- — : Non disputée par Strolia